# Arkys dilatatus
Arkys dilatatus är en spindelart som först beskrevs av Balogh 1978.  Arkys dilatatus ingår i släktet Arkys och familjen hjulspindlar.
Artens utbredningsområde är Queensland. Inga underarter finns listade i Catalogue of Life.